# Jung Won-sik
Trịnh Nguyên Thực (Hàn tự: 정원식, Hán tự: 鄭元植, sinh 5 tháng 8 năm 1928 - mất ngày 12 tháng 4 năm 2020) là Bộ trưởng Bộ Giáo dục Hàn Quốc, Quyền Thủ tướng Hàn Quốc 1991 và Thủ tướng Hàn Quốc thứ 23 năm 1992. Ông có hiệu là Tây Hồ (서호 西湖 Seoho).

## Tiểu sử
Từ năm 1951 đến năm 1955, ông phục vụ như một sĩ quan Quân đội Hàn Quốc. Sau đó, ông làm việc trong nhiều năm như là một giáo sư của Đại học Quốc gia Seoul.
Từ năm 1988 là bộ trưởng Bộ giáo dục.
Tổng thống Roh Tae-woo đề cử ông làm Quyền Thủ tướng Chính phủ ngày 24 tháng 5 năm 1991, Ngày 08 tháng 7 năm 1991, ông được bổ nhiệm làm Thủ tướng Hàn Quốc.
Ông là một trong ba ứng cử viên cho thị trưởng thành phố Seoul vào năm 1995.